# フランソワ・ゴノン
フランソワ・ゴノン（François Gonon、1979年4月23日 - ）はフランスのオリエンテーリング選手であり、2011年には母国フランスで開催された世界選手権のリレー競技で優勝している。サンテティエンヌ生まれでジュラ在住。

## 実績
ゴノンがはじめて世界選手権（WOC）に出場したのは20歳、1999年にスコットランドのインヴァネスで開催された時で、リレー競技に出場し12位となっている。
その後数年間、世界選手権やヨーロッパ選手権などをはじめとする国際大会への出場を続けることで経験を積み、2005年と2006年にはオリエンテーリング・ワールドカップで総合11位となるほどの有力選手となった。
2005年には日本の愛知で開催された世界選手権リレー競技で銀メダルを獲得、2006年のエストニアで開催されたヨーロッパ選手権リレー競技でもやはり銀メダルを獲得している。
2008年のチェコ・オロモウツで開催された世界選手権ではロング競技で3位となることで、ついに個人種目でもメダルを獲得した。
そして2011年、母国フランスにて開催された世界選手権でもロング競技で銅メダル、リレー競技ではフィリップ・アダムスキー、ティエリー・ジョルジュとともにフランス代表を初の優勝へと導き、故郷に錦を飾った。
2014年、第一線から引退し、スコットランドで開催されるWOC2015へ向けたスイス代表の男子コーチとなることが発表された。

## その他
- フランス国内では地元ジュラを本拠とするクラブ「O'Jura」にて活動しているが、スウェーデンのイエテボリを本拠とする「IFK Göteborg」にも所属している。
- 近年は他のオリエンテーリング選手同様、トレイルランニングやスカイランニングのレースにも参加している。2014年に開催されたスカイランニングワールドシリーズの一つ、シエール・ジナール（fr:Sierre-Zinal）ではキリアン・ジョルネらに続いて4位となった[3]。